# Iberville (district électoral du Canada-Uni)
Pour les articles homonymes, voir Iberville.
Circonscription électorale provinciale du Canada
Iberville est un district électoral de l'Assemblée législative de la province du Canada.

## Liste des députés
| Années | Années      | Député             | Affiliation |
| ------ | ----------- | ------------------ | ----------- |
|        | 1854 - 1858 | Charles Laberge    | Rouge       |
|        | 1858 - 1861 | Charles Laberge    | Rouge       |
|        | 1861 - 1863 | Alexandre Dufresne | Rouge       |
|        | 1863 - 1867 | Alexandre Dufresne | Rouge       |